# Igrejas nacionais em Roma

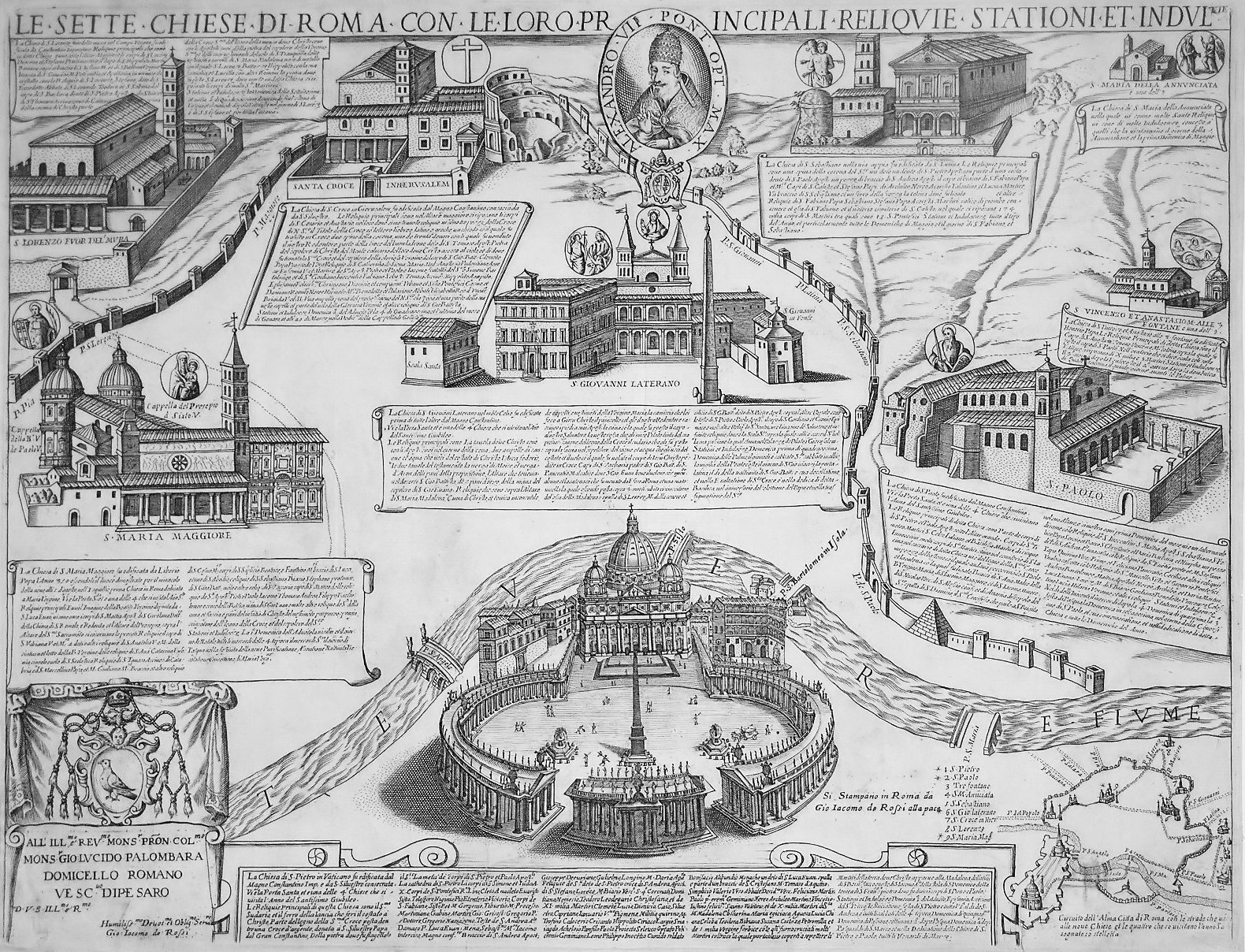
Gravura das "sete igrejas de peregrinação de Roma", do século XVI.

As igrejas nacionais em Roma são instituições religiosas — hospitais, hospedagens e igrejas propriamente ditas— fundadas durante a Idade Média para dar assistência a peregrinos de certas "nações" ou "povos". Estas instituições são geralmente organizadas como confraternidades e fundeadas através da caridade e heranças de ricos benfeitores membros da comunidade nacional. É bastante comum que a igreja nacional esteja ligada às scholae (ancestrais dos modernos seminários) que formam novos padres. Estas igrejas e suas riquezas eram um sinal da importância da nação e dos prelados que a apoiavam. Até 1870, época da unificação da Itália, estas igrejas nacionais também incluíam as igrejas das principais cidades-estado italianas (atualmente chamadas de "igrejas regionais").
Muitas destas organizações, já sem função específica no século XIX, foram expropriadas por uma lei de 1873 que suprimiu as corporações religiosas. Mesmo assim, nas décadas seguintes, vários acordos que culminariam no Tratado de Latrão levaram à devolução dos ativos confiscados das igrejas nacionais à Igreja Católica Romana.

## Igrejas regionais italianas em Roma
- Abruzzo: Santa Maria Maddalena in Campo Marzio
- Basilicata: San Nicola in Carcere
- Calábria: San Francesco di Paola ai Monti
- Campânia: Santo Spirito dei Napoletani
- Emília-Romagna: Santi Giovanni Evangelista e Petronio dei Bolognesi
- Lácio
  - Sant'Ignazio di Loyola in Campo Marzio
  - Santa Maria in Ara Coeli
  - Santissimo Nome di Gesù all'Argentina
- Ligúria: San Giovanni Battista dei Genovesi
- Lombardia
  - Santi Ambrogio e Carlo al Corso
  - Santi Bartolomeo e Alessandro a Piazza Colonna (Bérgamo)
- Marcas:
  - San Salvatore in Lauro
  - Santi Fabiano e Venanzio a Villa Fiorelli (Camerino)
- Piemonte: Santissimo Sudario all'Argentina
- Puglia: San Nicola in Carcere
- Sardenha
  - Santissimo Sudario all'Argentina
  - San Crisogono (não mais)
- Sicília: Santa Maria Odigitria al Tritone
- Toscana
  - San Giovanni Battista dei Fiorentini (Florença)
  - San Giovanni Battista Decollato
  - Santa Croce e San Bonaventura alla Pilotta (Lucca)
  - Santa Caterina da Siena a Via Giulia (Siena)
- Úmbria
  - Santi Benedetto e Scholastica (Nórcia)
  - Santa Rita da Cascia alle Vergini
- Vêneto: San Marco Evangelista al Campidoglio

### Igrejas nacionais de antigos territórios italianos
- Nice: Santissimo Sudario all'Argentina
- Saboia: Santissimo Sudario all'Argentina
- Ístria: San Marco Evangelista in Agro Laurentino
- Córsega: San Crisogono  (não mais)

## Igrejas nacionais

### África
- República Democrática do Congo: Natività di Gesù
- Etiópia
  - Santo Stefano degli Abissini (no Vaticano)
  - San Tommaso in Parione
- Eritreia
  - San Salvatore in Campo (Igreja Ortodoxa Eritreia)

### Américas
- América Latina: Santa Maria della Luce
- Argentina: Santa Maria Addolorata a Piazza Buenos Aires
- Canadá: Nostra Signora del Santissimo Sacramento e Santi Martiri Canadesi
- Chile: Santa Maria della Pace
- Estados Unidos: Santa Susanna alle Terme di Diocleziano
- Equador: Santa Maria in Via[1]
- Guatemala: Sant'Ignazio di Loyola in Campo Marzio
- México: Nostra Signora di Guadalupe e San Filippo Martire
- Peru: Sant'Anastasia al Palatino

### Ásia
- Filipinas: Santa Pudenziana
- Japão: Santa Maria dell'Orto

### Europa
- Albânia
  - San Giovanni della Malva in Trastevere[2][3]
- Alemanha
  - Santa Maria dell'Anima[4]
  - Santa Maria della Pietà in Camposanto dei Teutonici (no Vaticano)
  - Santo Spirito in Sassia (saxões)
- Áustria
  - Santa Maria dell'Anima[4]
  - Santa Maria della Pietà in Camposanto dei Teutonici (no Vaticano)
- Bélgica: San Giuliano dei Fiamminghi
- Bulgária: Santi Vincenzo e Anastasio a Trevi
- Croácia: San Girolamo dei Croati
- Espanha
  - Nostra Signora del Sacro Cuore (1506–1807)
  - Santa Maria in Monserrato degli Spagnoli (1807 em diante)
  - Santissima Trinità a Via Condotti
  - San Carlino alle Quattro Fontane
- França[5][6]
  - Santissima Trinità dei Monti
  - San Luigi dei Francesi
  - Sant'Ivo dei Bretoni (Bretanha)
  - Santi Claudio e Andrea dei Borgognoni (Borgonha)
  - San Nicola dei Lorenesi (Lorena)
  - Santa Chiara
- Grã-Bretanha
  - San Silvestro in Capite
  - San Tommaso di Canterbury
  - San Giorgio e Martiri Inglesi
  - Sant'Andrea degli Scozzesi (desconsagrada)
- Grécia
  - Sant'Atanasio a Via del Babuino (rito bizantino)
  - San Basilio agli Orti Sallustiani (rito bizantino)
  - Santa Maria in Cosmedin (rito melquita)
  - San Teodoro al Palatino (rito bizantino)
  - San Giovanni Battista dei Cavalieri di Rodi (Rodes)
- Hungria
  - Santo Stefano degli Ungheresi (até 1776)
  - Santo Stefano Rotondo al Celio
  - Santo Stefano in Piscinula (demolida)
- República da Irlanda
  - Santa Maria in Posterula (demolida)
  - Sant'Isidoro a Capo le Case
  - San Patrizio a Villa Ludovisi
  - San Clemente al Laterano
- Malta: Santa Maria del Priorato
- Noruega: Cappella di Sant'Olav
- Países Baixos[7]
  - Santa Maria della Pietà in Camposanto dei Teutonici (no Vaticano)
  - Santa Maria dell'Anima (1350–1939)
  - Santi Michele e Magno (1992 em diante)
- Polônia
  - San Stanislao alle Botteghe Oscure
  - Resurrezione di Nostro Signore Gesù Cristo
- Portugal: Sant'Antonio dei Portoghesi
- Romênia: San Salvatore alle Coppelle (rito bizantino)
- Rússia: Sant'Antonio Abate all'Esquilino
- Suécia: Santa Brigida a Campo de' Fiori
- Suíça
  - Santi Martino e Sebastiano degli Svizzeri (no Vaticano; reservada para a Guarda Suíça)
  - San Pellegrino in Vaticano (no Vaticano)
- Ucrânia
  - Santi Sergio e Bacco degli Ucraini
  - San Giosafat al Gianicolo
  - Santa Sofia a Via Boccea (rito ucraniano)

### Oriente Médio
- Armênia[8]
  - Santa Maria Egiziaca (1563–1832; desconsagrada)
  - San Biagio della Pagnotta (Depois de 1833)
  - San Nicola da Tolentino agli Orti Sallustiani (1883 em diante)
- Líbano: San Marone
- Síria: Santa Maria della Concezione in Campo Marzio